# Prêt garanti par l'État
Pour les articles homonymes, voir PGE.
Le prêt garanti par l'État (PGE) est un dispositif de soutien aux entreprises créé par l'État français en 2020. Il consiste à accorder des prêts aux entreprises françaises avec la garantie de l'État pour atténuer les retombées économiques provoquées par la pandémie de Covid-19.
Annoncé par le président Emmanuel Macron le 16 mars 2020 pendant son adresse aux Français la veille du premier confinement, le programme pourra octroyer jusqu'à 300 milliards d'euros de prêts à faible taux d'intérêt aux entreprises. Les taux d'intérêt vont de 1% à 2,5 % et les emprunts ont une durée maximale de six ans.

## Conditions et éligibilité
Toutes les sociétés non financières en France sont éligibles à un PGE, indépendamment de leur taille ou de leur forme juridique. Elles vont des micro-entrepreneurs, agriculteurs, artisans, associations, professions libérales et petits commerces aux PME et grandes entreprises. Sont exclus par exemple certains partenariats immobiliers, les établissements de crédit et les sociétés domiciliées ou ayant des filiales dans des paradis fiscaux. 

### Le montant maximal du prêt dépend de la taille de l'emprunteur
- Pour les entreprises créées avant le 1er janvier 2019, le montant maximal du prêt équivaut à 25 % du chiffre d'affaires en 2019 ;
- Pour celles créées après le 1er janvier 2019, le montant maximal du prêt équivaut à 2 ans de masse salariale estimés.
- Pour les entreprises considérées comme « innovantes » (notamment les start-ups), le montant maximal du prêt est le plus élevé, entre 25 % du chiffre d'affaires 2019 ou 2 ans de masse salariale.

Les entreprises de plus de 5 000 salariés ou dont le chiffre d'affaires est supérieur à 1,5 Md € nécessitent une pré-approbation du prêt auprès du Trésor Public. 
Les taux appliqués dépendent de la durée du prêt et vont de 1% à 1,5 % pour les prêts remboursés en 2022 et 2023, et de 2% à 2,5 % pour ceux remboursés entre 2024 et 2026. Les taux incluent le coût de la garantie de l'État.  

## Niveau de garantie de l'État
L'État français garantit jusqu'à 90 % d'un PGE. Comme pour le principal, ce taux varie en fonction de la taille de l'entreprise. 
La garantie varie de 70% à 90% selon la taille et le chiffre d'affaires des entreprises (inférieur à 1,5 milliard d'euros, entre 1,5 et 5 milliards d'euros ou supérieur à 5 milliards d'euros).

## Distribution et impact
Entre mars 2020 et juin 2022, près de 700 000 prêts garantis par l'Etat (PGE) ont été accordés par les banques pour un montant total dépassant 143 milliards d'euros.
Les PGEs sont proposés du 24 mars 2020 au 30 juin 2021. La grande majorité des crédits sont distribués par les banques, mais un PGE peut aussi être contracté via des plateformes de prêt autorisées (y compris des sites de crowdfunding). Le PGE a été mis en place par les banques, le gouvernement et Bpifrance en huit jours.
En janvier 2021, parmi les banques participant au dispositif PGE, BNP Paribas fait état de 75 000 demandes de prêts pour un montant total de 20 milliards d'euros. Le Crédit Mutuel fait état de 152 000 demandes pour 22,5 milliards d'euros, BPCE de 200 000 pour 31 milliards d'euros et Crédit Agricole de 209 000 pour 31,3 milliards d'euros

## Extension du délai de remboursement
Après un deuxième confinement en France en novembre 2020 et l’impact prolongé du coronavirus sur l'économie, des appels ont été lancés, notamment le 11 janvier 2021 par la Confédération des petites et moyennes entreprises (CPME) suivi le 12 janvier 2021 par Bruno Le Maire, ministre de l’Economie, des Finances et de la Relance, pour que le délai du premier remboursement des PGE soit porté de un à deux ans. 
Plus de la moitié des bénéficiaires du PGE (340 000) devaient faire face à leurs premiers remboursements dus en avril et mai 2021. Plusieurs banques avaient déjà annoncé leur accord pour prolonger cette « année blanche » à 2 ans. À l'issue d'une rencontre entre Bruno Le Maire et la Fédération bancaire française (FBF), la mesure a été adoptée par toutes les banques en France le 14 janvier 2021.
Seuls 4% des PGEs rencontrent des difficultés de remboursement. Ce sont particulièrement les PGEs contractés par des petites et moyennes entreprises(PME) et des très petites entreprises(TPE) qui sont touchés.
Selon la Banque de France, en « septembre 2023, la moitié des PGE ont été remboursés : cela représente 71 milliards d'euros sur les 144,5 milliards octroyés ». Les TPE/PME représentent  les trois quarts des entreprises ayant eu recours aux PGE. Celles-ci sont pour la pluspart des secteurs de l'hébergement-restauration et de la construction.  
En 2024, selon le ministère des finances « dans leur grande majorité, les entreprises ont fait face en 2022 et 2023 au remboursement de leur PGE sans difficulté ». Concernant particulièrement les TPE/PME « plus de 50 milliards de crédits ont été intégralement remboursés sur les 107 milliards d'euros octroyés aux TPE/PME depuis 2020 ». Face aux difficultés de remboursement, les PGE pourront être rééchelonnés jusqu'en 2026.
Fin 2024, selon le bilan établi par la banque publique d’investissements, Bpifrance. sur un montant total prêté de 145 milliards en tant que PGE durant la crise du Covid il reste à rembourser 38 milliards et 400 millions d’euros. La charge la plus lourde demeure sur les épaules des petites structures. Le coût final pour l’État de la garantie apportée aux PGE pourrait dépasser les trois à quatre milliards d’euros.